# Souš u Mostu
Souš (deutsch Tschausch, auch Czaws, Suss, Czous, Sussie, Zusch, Tzawsch) war ein Dorf etwa zwei Kilometer westlich der Stadt Most.

## Geschichte

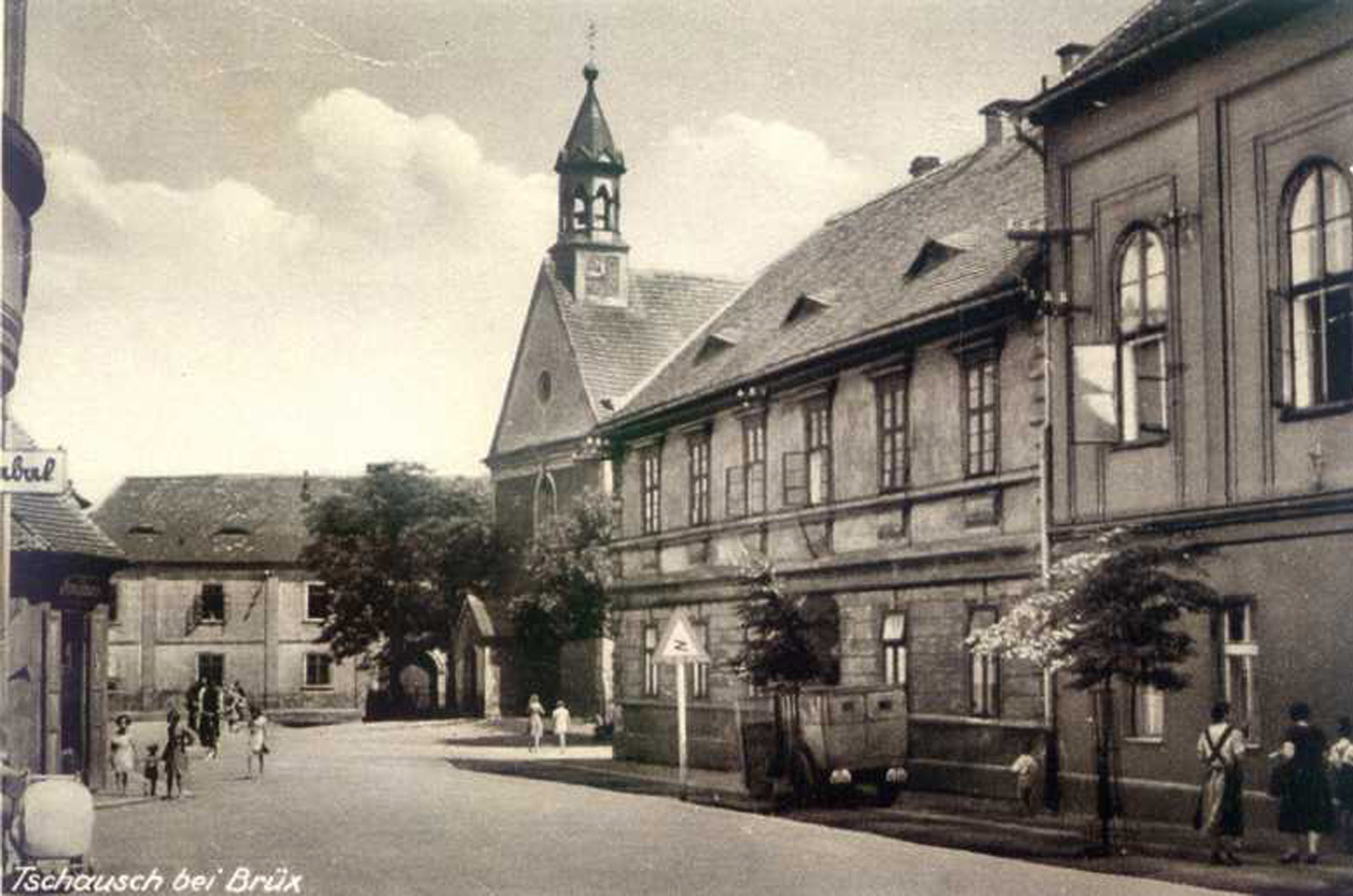
Ortsbild um 1910

Tschausch gehörte 1312 dem Brüxer Bürger Johann von Werberg. In den Folgejahren ging der Besitz durch mehrere Hände der Mitglieder des Kleinadels, bis es Mitte des 15. Jahrhunderts die Herren von Duban erwarben. 1505 kaufte die Stadt Brüx Tschausch und übereignete es zwei Jahre später Johann von Weitmühl, dem Burgherrn auf Landeswarte. 1595 wurde die Burg zusammen mit dem Dorf von Kaiser Rudolf II. konfisziert und wieder der Stadt Brüx verkauft. In dessen Eigentum blieb es bis zur Bodenreform 1848.
Mitte des 17. Jahrhunderts lebten im Ort 14 Bauernfamilien und 15 Häusler. 1846 zählte man inzwischen 247 Einwohner, deren Zahl nach der Eröffnung der Schächte Anna (1871), Karolina (1872), Beust (1876) Julius V. (1902) und des Obertagebergwerks Matylda (1918) rapide anstieg. 1880 lebten in Tschausch 1.804 Menschen, davon 1.207 Tschechen. Die Zahl stieg bis 1921 auf 4.326 Einwohner, davon 3.592 Tschechen.
Der größte Teil des Ortes wurde wegen des fortschreitenden Bergbaus während der 1960er Jahre liquidiert, ein kleiner Ortsteil 1971 der Stadt Most angeschlossen.
Die Kirche des Hl. Martin (1752) am Platz des abgebrannten gotischen Gotteshauses fiel ebenfalls dem Bergbau zum Opfer. Die sich darin befindenden Gemälde und die Statue des hl. Prokop wurden nach Vtelno gebracht. 1991 hatte der Ort 383 Einwohner. Im Jahre 2001 bestand das Dorf aus 158 Wohnhäusern, in denen 436 Menschen lebten.
Souš hatte bis in die 1960er Jahre eine Haltestelle an der Bahnstrecke Ústí nad Labem–Chomutov.